# Nelima pontica
Nelima pontica is een hooiwagen uit de familie Sclerosomatidae.